# Offenbach (distrito)
Offenbach é um distrito da Alemanha, na região administrativa de Darmstadt, estado de Hessen.

## Cidades e Municípios
- Cidades:

1. Dietzenbach
2. Dreieich
3. Heusenstamm
4. Langen
5. Mühlheim am Main
6. Neu-Isenburg
7. Obertshausen
8. Rodgau
9. Rödermark
10. Seligenstadt

- Municípios:

1. Egelsbach
2. Hainburg
3. Mainhausen